# Europeiska inomhusmästerskapen i friidrott 2023 – Herrarnas kulstötning
Herrarnas kulstötning vid europeiska inomhusmästerskapen i friidrott 2023 avgjordes mellan den 2 och 3 mars 2023 på Ataköy Athletics Arena i Istanbul i Turkiet.

## Medaljörer
| Guld              | Silver                | Brons                  |
| Zane Weir Italien | Tomáš Staněk Tjeckien | Roman Kokosjko Ukraina |

## Rekord
| Innan tävlingens start fanns följande rekord | Innan tävlingens start fanns följande rekord | Innan tävlingens start fanns följande rekord | Innan tävlingens start fanns följande rekord | Innan tävlingens start fanns följande rekord |
| -------------------------------------------- | -------------------------------------------- | -------------------------------------------- | -------------------------------------------- | -------------------------------------------- |
| Världsrekord                                 | Ryan Crouser (USA)                           | 23,38                                        | Pocatello, USA                               | 18 februari 2023                             |
| Europeiskt rekord                            | Ulf Timmermann (GDR)                         | 22,55                                        | Senftenberg, Östtyskland                     | 11 februari 1989                             |
| Mästerskapsrekord                            | Ulf Timmermann (GDR)                         | 22,19                                        | Liévin, Frankrike                            | 21 februari 1987                             |
| Världsårsbästa                               | Ryan Crouser (USA)                           | 23,38                                        | Pocatello, USA                               | 18 februari 2023                             |
| Europaårsbästa                               | Bob Bertemes (LUX)                           | 21,93                                        | Kirchberg, Luxemburg                         | 19 februari 2023                             |

## Program
Alla tider är lokal tid (UTC+03:00).
| Datum       | Tid   | Omgång |
| ----------- | ----- | ------ |
| 2 mars 2023 | 19:12 | Kval   |
| 3 mars 2023 | 19:25 | Final  |

## Resultat

### Kval
Kvalregler: Stöt på minst 21,20 meter 0Q0 eller de 8 friidrottare med längst stöt 0q0 gick vidare till finalen.
| Placering | Namn             | Nationalitet            | Omgång | Omgång | Omgång | Distans           | Noteringar |
| Placering | Namn             | Nationalitet            | 1      | 2      | 3      | Distans           | Noteringar |
| --------- | ---------------- | ----------------------- | ------ | ------ | ------ | ----------------- | ---------- |
| 1         | Zane Weir        | Italien                 | 20,70  | 21,46  |        | 21,46             | 0Q0, 0=SB0 |
| 2         | Filip Mihaljević | Kroatien                | 20,40  | 21,20  |        | 21,20             | 0Q0        |
| 3         | Leonardo Fabbri  | Italien                 | x      | x      | 21,17  | 21,17             | 0q0        |
| 4         | Bob Bertemes     | Luxemburg               | 20,92  | 20,49  | x      | 20,92             | 0q0        |
| 5         | Marcus Thomsen   | Norge                   | 20,71  | 20,45  | 20,02  | 20,71             | 0q0        |
| 6         | Tomáš Staněk     | Tjeckien                | x      | 20,09  | 20,70  | 20,70             | 0q0        |
| 7         | Roman Kokosjko   | Ukraina                 | 20,43  | x      | x      | 20,43             | 0q0        |
| 8         | Mesud Pezer      | Bosnien och Hercegovina | 20,18  | 19,98  | 20,20  | 20,20             | 0q0        |
| 9         | Andrei Toader    | Rumänien                | 20,15  | 19,43  | 19,86  | 20,15             |            |
| 10        | Nick Ponzio      | Italien                 | 19,83  | x      | 19,73  | 19,83             |            |
| 11        | Asmir Kolašinac  | Serbien                 | x      | x      | 19,63  | 19,63             |            |
| 12        | Francisco Belo   | Portugal                | x      | x      | 19,61  | 19,61             |            |
| 13        | Giorgi Mujaridze | Georgien                | 18,92  | 19,05  | 18,70  | 19,05             | 0SB0       |
| 14        | Muhamet Ramadani | Kosovo                  | x      | 17,93  | 17,29  | 17,93             | 0NR0       |
|           | Michał Haratyk   | Polen                   | x      | x      | x      | Ingen giltig stöt |            |
|           | Armin Sinančević | Serbien                 | x      | x      | x      | Ingen giltig stöt |            |

### Final
Finalen startade klockan 19:25.
| Placering | Namn             | Nationalitet            | Omgång | Omgång | Omgång | Omgång | Omgång | Omgång | Distans           | Noteringar |
| Placering | Namn             | Nationalitet            | 1      | 2      | 3      | 4      | 5      | 6      | Distans           | Noteringar |
| --------- | ---------------- | ----------------------- | ------ | ------ | ------ | ------ | ------ | ------ | ----------------- | ---------- |
| 1         | Zane Weir        | Italien                 | 21,18  | 21,89  | 22,06  | x      | x      | x      | 22,06             | EL, 0NR0   |
| 2         | Tomáš Staněk     | Tjeckien                | 20,54  | 21,90  | x      | 21,45  | x      | 21,06  | 21,90             | 0SB0       |
| 3         | Roman Kokosjko   | Ukraina                 | 21,25  | 20,57  | x      | x      | x      | 21,84  | 21,84             | 0NR0       |
| 4         | Filip Mihaljević | Kroatien                | 21,13  | 20,73  | 21,42  | 21,25  | 20,84  | 21,43  | 21,43             | 0SB0       |
| 5         | Bob Bertemes     | Luxemburg               | 19,88  | x      | x      | x      | 21,00  | x      | 21,00             |            |
| 6         | Marcus Thomsen   | Norge                   | x      | x      | 20,49  | 20,48  | 20,66  | 20,49  | 20,66             |            |
| 7         | Mesud Pezer      | Bosnien och Hercegovina | x      | x      | 19,80  | x      | 19,94  | x      | 19,94             |            |
|           | Leonardo Fabbri  | Italien                 | x      | x      | x      | x      | x      | x      | Ingen giltig stöt |            |